# Erica hibbertii
Erica hibbertii är en ljungväxtart som beskrevs av Gábor Gabriel Andreánszky. Erica hibbertii ingår i släktet klockljungssläktet, och familjen ljungväxter. Inga underarter finns listade i Catalogue of Life.